# Albín z Embrunu
Svatý Albín byl v 5. století nebo kolem roku 630 biskupem Embrunu.
Na biskupa byl vysvěcen Prokulem, biskupem diecéze v Marseille. Během svého biskupského života trpěl útoky Ariánů. Poprvé se objevil v breviáři diecéze z roku 1520. Dnes je jeho kult světce téměř zapomenut. Jeho svátek se slaví 1. března.